# Paschalīs Christoforou
Paschalīs Christoforou (in greco: Πασχάλης Χριστοφόρου; 6 marzo 1961) è un ex calciatore cipriota, di ruolo attaccante.

## Carriera
Tra il 1983 e il 1984 ha disputato 4 incontri con la nazionale cipriota, segnando anche un gol.